# Working Class Hero
Working Class Hero (ang. „Bohater klasy pracującej”) – utwór Johna Lennona, z albumu John Lennon/Plastic Ono Band, wydanego w 1970 roku.

## Inne wersje
W 2007 roku, cover tej piosenki, w wykonaniu grupy Green Day, znalazł się na kompilacji Instant Karma: The Amnesty International Campaign to Save Darfur, poświęconej zmarłemu artyście. Płyta została wydana z inicjatywy Yōko Ono, żony Lennona.
Utwór ten wykonywany był również m.in. przez Screaming Trees, Ozzy’ego Osbourne’a, Davida Bowiego, Noir Désir, Boba Dylana, Rogera Taylora, Cyndi Lauper, Marianne Faithfull, Marilyna Mansona oraz Manic Street Preachers (jako ukryty utwór po Winterlovers od 3:55).